# 真欨郷
真欨郷（まぶきごう）は、平安時代の陸奥国行方郡にあった郷である。位置は現在の福島県南相馬市原町区の中心市街付近と推定される。
『和名類聚抄』が国・郡・郷を列挙する中に真欨郷が見える。類聚抄に見える6つの郷のうち5郷は、現在の地名から位置がおよそ推測できるが、真欨にあたる地名は後世にない。郡を流れる中規模河川4つのうち、新田川を除く3つの川の流域には、1つか2つの郷が推定される。新田川流域には郡を治めた役所（泉官衙遺跡）があり、ここに郷が一つもないとは考えにくい。よって真欨郷は新田川流域にあったと考えられる。